# Stekende stekelnoot
Stekende stekelnoot (Xanthium spinosum) is een soort uit het geslacht stekelnoot (Xanthium).

## Determinatie
Stekende stekelnoot heeft een sterk vertakte, kortbehaarde stengel. De bladeren zijn gesteeld, in omtrek eirond, 3-lobbig, en weinig ongedeeld met een langere, langwerpig-lancetvormige, toegespitste middenlob en een wigvormige voet. De bladeren zijn vanboven donkergroen, verspreid-kortbehaard, op de nerven witviltig, vanonder witviltig, maar op de nerven kaler. Aan de voet van de bladen zitten lange, driedelige, gele stekels. De schijnvruchten zijn vaak alleenstaand, 10–15 mm lang, langwerpig-elliptisch, geel-bruinachtig, zij zijn tamelijk dicht met dunne, rechte, aan de top haakvormige stekels bezet en daartussen kortbehaard.